# La Muela (Teruel)
La Muela es una elevación geográfica ubicada en las cercanías de la ciudad española de Teruel. Constituye una meseta de unos tres kilómetros de diámetro, con una llanura pelada y con laderas abruptas, y desde la cual prácticamente se domina la ciudad de Teruel. Este enclave geográfico ganó notoriedad durante la Guerra Civil Española, al ser escenario de numerosos combates en el contexto de la Batalla de Teruel. Debido a su ubicación, La Muela se convirtió en una posición estratégicamente clave durante toda la confrontación por la capital turolense. Fue lugar de sangrientos combates y llegó a cambiar de manos en varias ocasiones.